# 林品任
林品任（Richard Lin，1991年7月6日—），台灣小提琴家。出生於美國，後隨父母返台，自4歲開始學習小提琴，2007年追隨Gregory Lee（李東亨）前往美國深造，2008年考取柯蒂斯音樂學院，師從Aaron Rosand。2013年起就讀於茱莉亞音樂學院，師從Lewis Kaplan。目前擔任國立臺北教育大學音樂學系專任助理教授。
林品任曾獲得2011年紐西蘭麥可希爾國際小提琴大賽銀牌、2013年日本仙台國際音樂大賽冠軍、2015年姚阿幸國際小提琴大賽第三名、以及2018年第十屆美國印地安納波里斯國際小提琴大賽金牌（首位華人金牌）。

## 生平
- 2001年: 獲全國學生音樂比賽台中市小提琴國小B組第一名。
- 2002年: 獲全國學生音樂比賽小提琴國小B組第二名[3]。
- 2003年: 入學台中市立雙十國中音樂班。
- 2003年: 獲台北市立交響樂團童年協奏曲大賽優勝，並於台北市中山堂中正廳合作演出聖桑第三號小提琴協奏曲。
- 2004年: 獲台灣絃樂團第五屆小提琴比賽國中組第一名，並於國家音樂廳合作演出莫札特第三號小提琴協奏曲。[4]

- 2005年: 獲全國學生音樂比賽台中市小提琴國中A組特優第一名。
- 2006年: 獲全國學生音樂比賽小提琴國中A組特優第一名。
- 2006年: 入學國立台中二中音樂班。
- 2006年: 獲行天宮菁音獎比賽小提琴個人少年組特優。
- 2007年: 獲行天宮資優生長期培育獎學金。
- 2007年: 獲台中二中協奏曲大賽第一名，並於台中二中音樂廳合作演出柴可夫斯基小提琴協奏曲。
- 2007年: 獲第四屆東森育英獎學金。
- 2008年: 美國Oklahoma Music Olympic" Buttram Competition"小提琴第一名及大賽總冠軍(Overall Winner)，應Oklahoma City Philharmonic音樂總監Loel Levine之邀，與該樂團合作演出西貝流士小提琴協奏曲。
- 2009年: 入選文建會第四屆音樂人才庫[5]。
- 2010年: 獲第二十二屆奇美藝術獎[6]。
- 2011年: 獲2011兩廳院樂壇新秀[7]。
- 2011年: 獲第二十三屆奇美藝術獎[8]。
- 2011年: 獲第六屆紐西蘭麥可希爾國際小提琴大賽（英语：Michael Hill International Violin Competition）銀牌[9]。
- 2011年: 入選文建會第五屆音樂人才庫[10]。
- 2013年: 獲第五屆日本仙台國際音樂大賽（英语：Sendai International Music Competition）冠軍[11]。
- 2015年: 獲第一屆新加坡國際小提琴比賽第二名[12][13]。
- 2015年: 獲第九屆漢諾威姚阿幸國際小提琴大賽（德语：Internationaler Joseph Joachim Violinwettbewerb, Hannover）第三名[14]。
- 2016年: 獲第一屆上海艾薩克斯特恩國際小提琴大賽第五名。
- 2016年: 獲維尼亞夫斯基國際小提琴比賽第五名。
- 2018年: 獲第十屆美國印地安納波里斯國際小提琴大賽（英语：International Violin Competition of Indianapolis）金牌(首位獲得此殊之華人)。

## 外部連結
- 林品任的Facebook專頁